# Адміністративний устрій Петрівського району
Адміністративний устрій Петрівського району — адміністративно-територіальний поділ Петрівського району Кіровоградської області на 2 селищні ради та 13 сільських рад, які об'єднують 39 населених пунктів та підпорядковані Петрівській районній раді. Адміністративний центр — смт Петрове.

## Список радПетрівського району
| №  | Назва                                | Центр                   | Населені пункти                                                                | Площа км² | Місце за площею | Населення (2001), чол. | Місце за населенням |
| -- | ------------------------------------ | ----------------------- | ------------------------------------------------------------------------------ | --------- | --------------- | ---------------------- | ------------------- |
| 1  | Балахівська селищна рада             | смт Балахівка           | смт Балахівка                                                                  |           |                 |                        |                     |
| 2  | Петрівська селищна рада              | смт Петрове             | смт Петрове с. Новомануйлівка с. Олександродар с. Покровка                     |           |                 |                        |                     |
| 3  | Богданівська сільська рада           | с. Богданівка           | с. Богданівка с. Мала Ганнівка с. Солдатське                                   |           |                 |                        |                     |
| 4  | Водянська сільська рада              | с. Водяне               | с. Водяне с. Маловодяне с. Сабадашеве                                          |           |                 |                        |                     |
| 5  | Ганнівська сільська рада             | с. Ганнівка             | с. Ганнівка с. Володимирівка с. Рядове                                         |           |                 |                        |                     |
| 6  | Зеленська сільська рада              | с. Зелене               | с. Зелене с. Артемівка                                                         |           |                 |                        |                     |
| 7  | Іванівська сільська рада             | с. Іванівка             | с. Іванівка                                                                    |           |                 |                        |                     |
| 8  | Іскрівська сільська рада             | с. Іскрівка             | с. Іскрівка с. Новофедорівка                                                   |           |                 |                        |                     |
| 9  | Йосипівська сільська рада            | с. Йосипівка            | с. Йосипівка                                                                   |           |                 |                        |                     |
| 10 | Луганська сільська рада              | с. Луганка              | с. Луганка с. Братське                                                         |           |                 |                        |                     |
| 11 | Малинівська сільська рада            | с. Малинівка            | с. Малинівка                                                                   |           |                 |                        |                     |
| 12 | Новостародубська сільська рада       | с. Новий Стародуб       | с. Новий Стародуб с. Мар'янівка с. Олімпіадівка с. Федорівка с. Червоносілля   |           |                 |                        |                     |
| 13 | Петрівська сільська рада             | с. Петрівське           | с. Петрівське с. Зелений Гай с. Лани с. Олександро-Мар'ївка                    |           |                 |                        |                     |
| 14 | Червонокостянтинівська сільська рада | с. Червонокостянтинівка | с. Червонокостянтинівка с. Баштине с. Краснопілля с. Лелеківка с. Новопетрівка |           |                 |                        |                     |
| 15 | Чечеліївська сільська рада           | с. Чечеліївка           | с. Чечеліївка с. Олександрівка                                                 |           |                 |                        |                     |